# Anagyrus lopezi
Epidinocarsis lopezi
Espèce
Synonymes
- Apoanagyrus lopezi (De Santis, 1964)
- Epidinocarsis lopezi (De Santis, 1964)

Anagyrus lopezi est une espèce de guêpes parasitoïdes originaire d'Amérique centrale. Elle est utilisée comme agent de lutte biologique contre la cochenille du manioc (Phenacoccus manihoti).

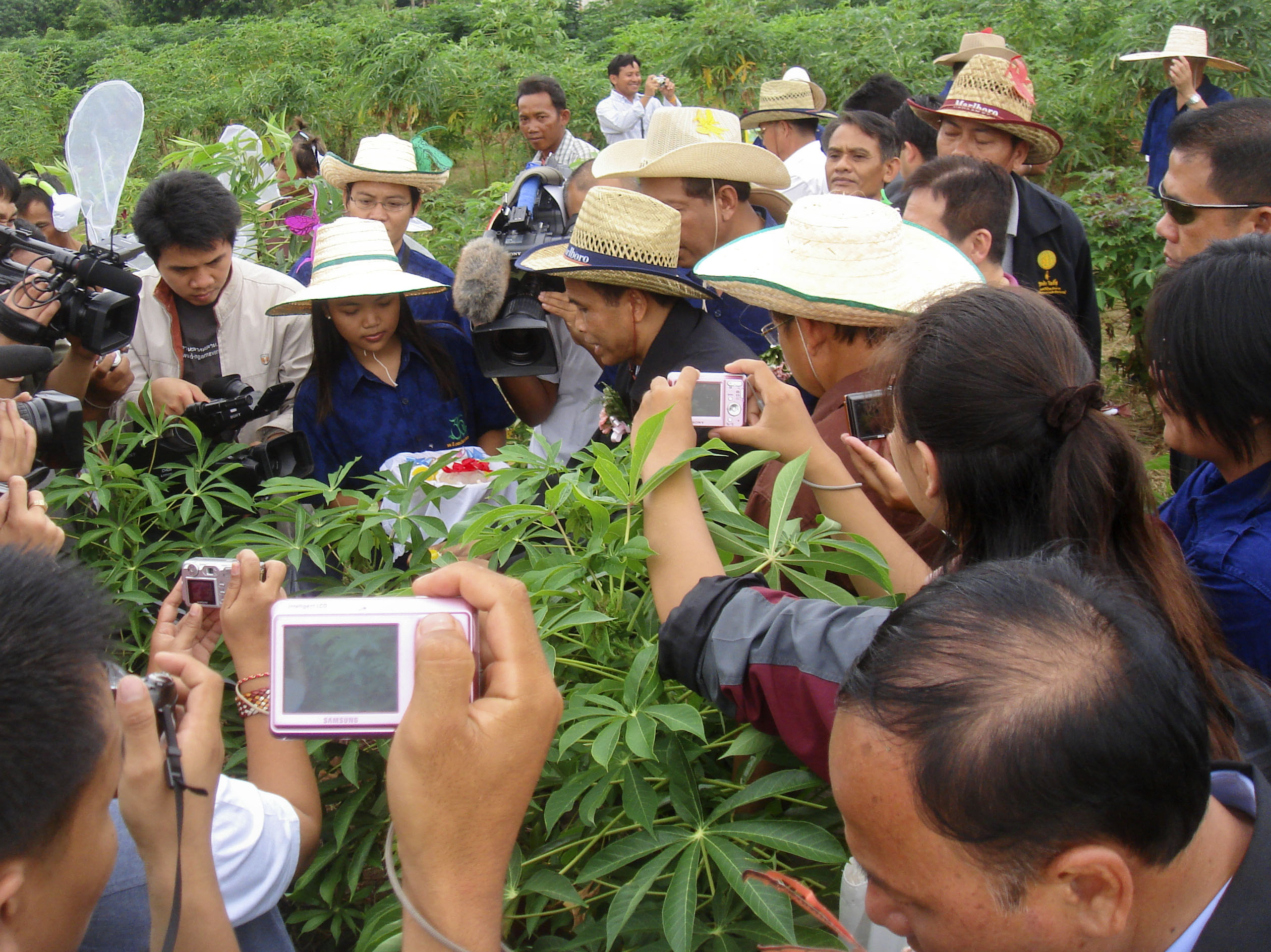
Libération d'une guêpe parasitoïde, lors d'une cérémonie organisée par le ministère thaïlandais de l'Agriculture dans la province de Khon Kaen.

Le déploiement à grande échelle de ce parasitoïde a été effectué en Afrique, et réalisé avec succès en Thaïlande et dans d'autres pays d'Asie du Sud-Est en 2010,. 